# Arundanus flavotinctus
Arundanus flavotinctus är en insektsart som beskrevs av Delong 1916. Arundanus flavotinctus ingår i släktet Arundanus och familjen dvärgstritar. Inga underarter finns listade i Catalogue of Life.